# Agence Rhône-Alpes pour la valorisation de l'innovation sociale et l'amélioration des conditions de travail
 (avril 2009).
Si vous disposez d'ouvrages ou d'articles de référence ou si vous connaissez des sites web de qualité traitant du thème abordé ici, merci de compléter l'article en donnant les références utiles à sa vérifiabilité et en les liant à la section « Notes et références ».
Pour les articles homonymes, voir Aravis (homonymie).
l'Agence Rhône-Alpes pour la valorisation de l'innovation sociale et l'amélioration des conditions de travail (ARAVIS) est une association paritaire liée au monde du travail de la région Rhône-Alpes.
L'Agence Rhône-Alpes pour la valorisation de l'innovation sociale et l'amélioration des conditions de travail (Aravis) est née de la volonté des acteurs économiques, sociaux et politiques de la Région Rhône-Alpes pour aider les entreprises à conduire des innovations sociales au service de l’amélioration des conditions de travail, et pour alimenter les pouvoirs publics pour l’élaboration de leurs politiques.
Aravis applique les principes de la participation et de la négociation reposant sur la conviction que :
- L'entreprise doit contribuer au développement de l’Homme
- Le développement de la performance de l’entreprise va de pair avec la qualité du travail et des conditions de son exercice
- Les conditions de travail sont la résultante de choix managériaux, organisationnels et économiques
- Le collectif de travail est porteur de sens et de valeurs
- L'analyse du travail et de son organisation sont au cœur des démarches de changement
- L'entreprise a une responsabilité sociale

Aravis apporte un soutien à tous les acteurs de l’entreprise, direction, salariés, IRP et encadrement. Cette posture « d’équidistance » ne peut pas être assimilée à la neutralité mais à un travail de création d’espace de dialogue.
Aravis accompagne le changement en entreprise au croisement de l’organisation du travail et du dialogue social :
- Santé au travail et prévention des risques
- Développement et gestion des compétences et des parcours
- Qualité de l’emploi et insertion
- Gestion des âges